# Petifoque

El petifoque es la vela roja.

En náutica, el Petifoque (Cuarto foque) es una vela triangular  utilizada en la proa de una embarcación de vela. Designa al foque de menores dimensiones que el principal, más adelantado, amurado en la extremidad del bauprés, concretamente en la extremidad de la espiga del botalón del bauprés. (fr. Petit foc).

## Descripción
En general, es muy alargado e izado a gran altura en un nervio que corre desde la encapilladura del mastelero de juanete de proa a la punta de botalón de petifoque. No sirve tanto para la propulsión del navío como para mermar el viento en las velas siguientes, que son de más importancia.